# Padoe
Padoe ist eine in Zentralsulawesi und Südsulawesi gesprochene Sprache. Sie gehört zu den malayo-polynesischen Sprachen innerhalb der austronesischen Sprachen.

## Klassifizierung
Padoe wird als Mitglied der Bungku-Tolaki-Sprachgruppe eingestuft und ist innerhalb dieser eng mit Mori Atas verwandt.